# Antispila nolckeni
Antispila nolckeni is een vlinder uit de familie van de Heliozelidae. De wetenschappelijke naam van de soort is voor het eerst geldig gepubliceerd in 1877 door Zeller.